# Wilhelm Weißmann

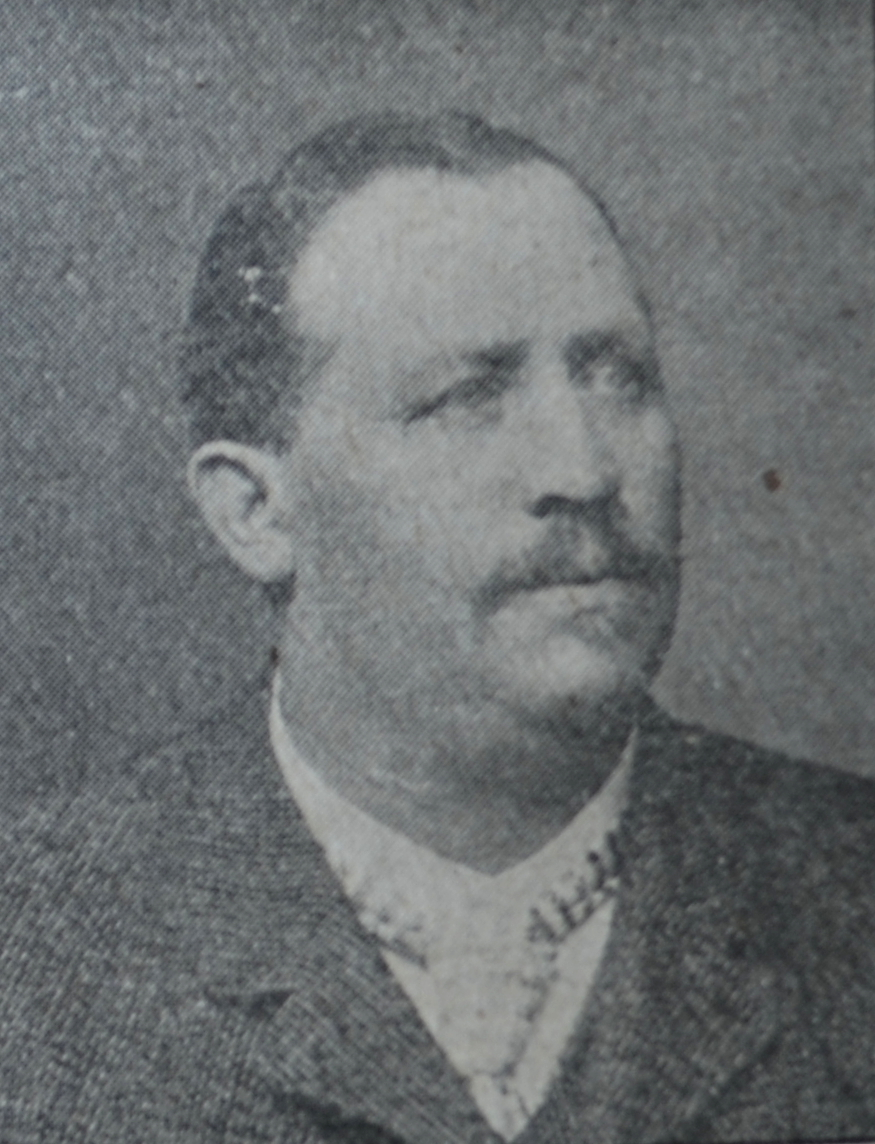
Wilhelm Weißmann, 1911

Wilhelm Weißmann (* 18. Juni 1856 in Rothselberg; † 27. Dezember 1937 in Metz) war ein liberaler deutscher Politiker.
Wilhelm Weißmann, der evangelischer Konfession war, besuchte die Volksschule. Er machte eine Fleischerlehre und arbeitete in verschiedenen deutschen Städten als Fleischergeselle. 1879 zog er nach Metz und war dort Metzgermeister und Obermeister der Metzgerinnung und Vorsitzender der dortigen Handwerkskammer. 
Vom 27. Januar 1901 bis 1918 war er Mitglied des Gemeinderates von Metz. 1906 bis 1918 war er für den Wahlkreis Metz III Mitglied des Bezirkstags von Lothringen (Conseil Général de la Lorraine). Als Vertreter der lothringischen Handelskammer war er 1911 bis 1918 Mitglied der ersten Kammer des Landtags des Reichslandes Elsaß-Lothringen.
Nach dem Ersten Weltkrieg war er einer der wenigen Altdeutschen (d. h. nach 1871 aus dem Reich nach Elsaß-Lothringen Zugezogenen), der nicht vertrieben wurde und unter französischer Herrschaft in Lothringen verblieb.